# Hjärtats oro

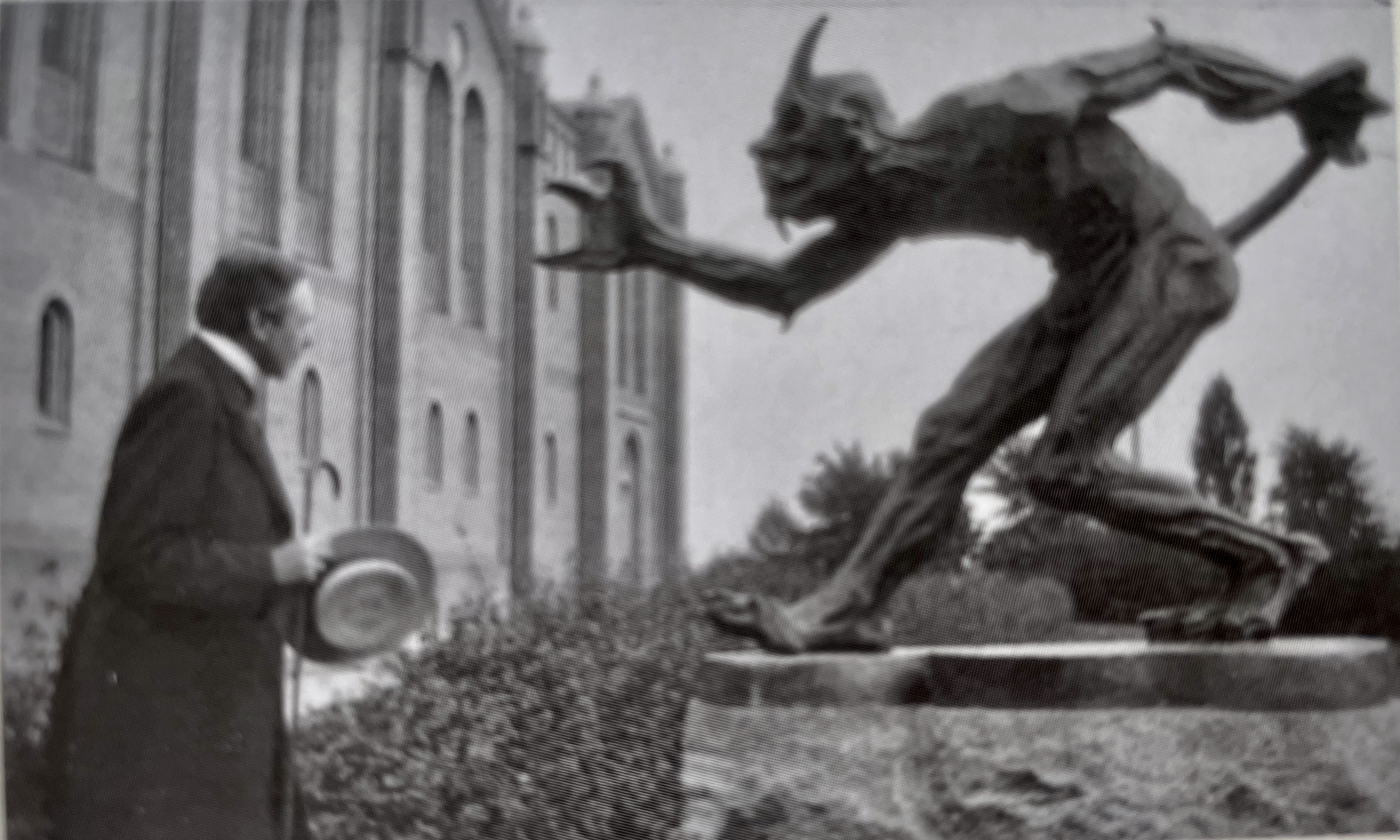
Trold som veirer kristenblod. På ett foto från 1906 av Birger Mörner lyfter Hjalmar Söderberg på hatten och verkar hälsa på djävulen i form av ett troll. Skulpturen är utförd 1896 av Niels Hansen Jacobsen.

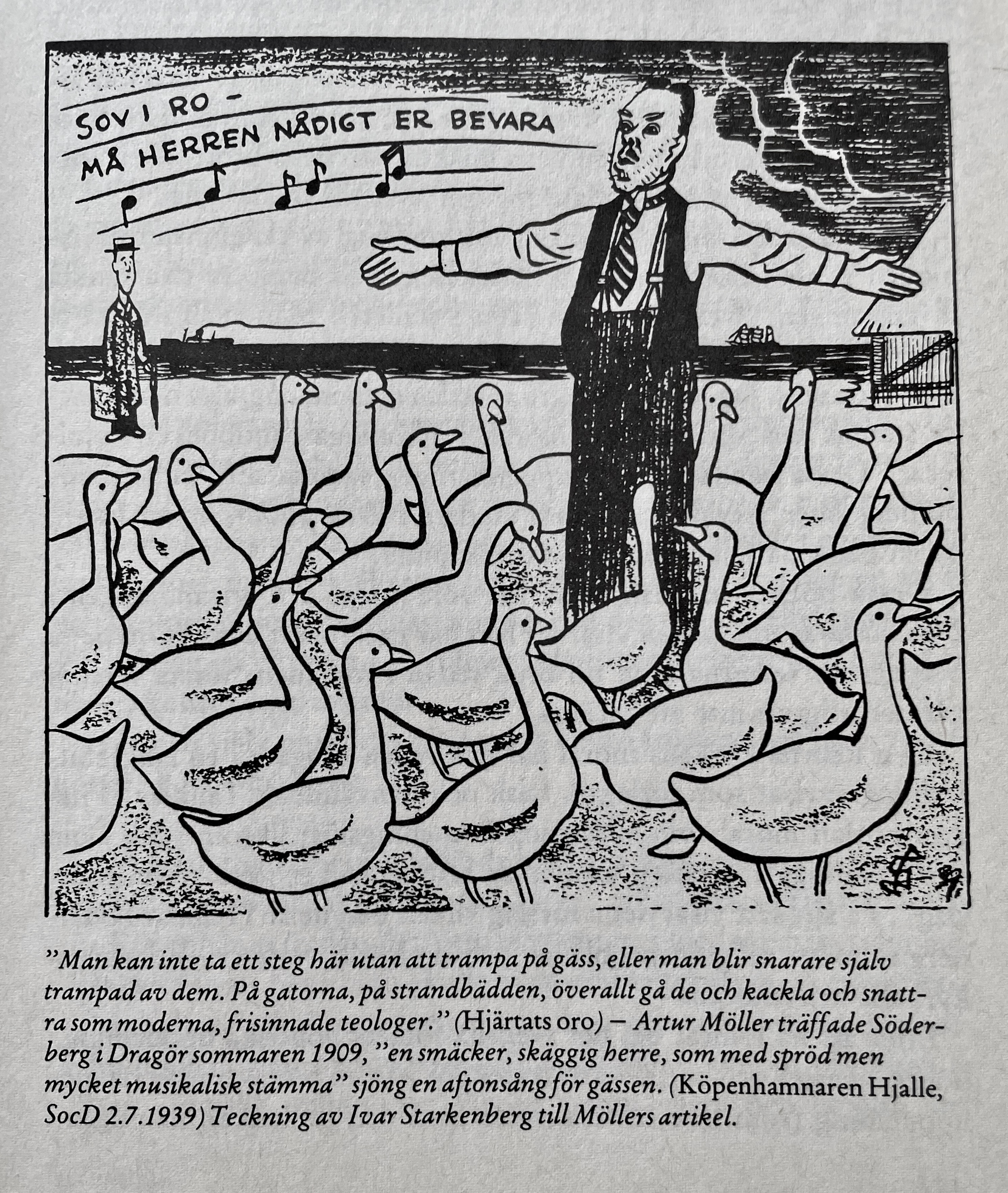
Hjalmar Söderberg i Dragør, skämtteckning från 1909 i Social-Demokraten av Ivar Starkenberg (teckning) och Artur Möller (text).

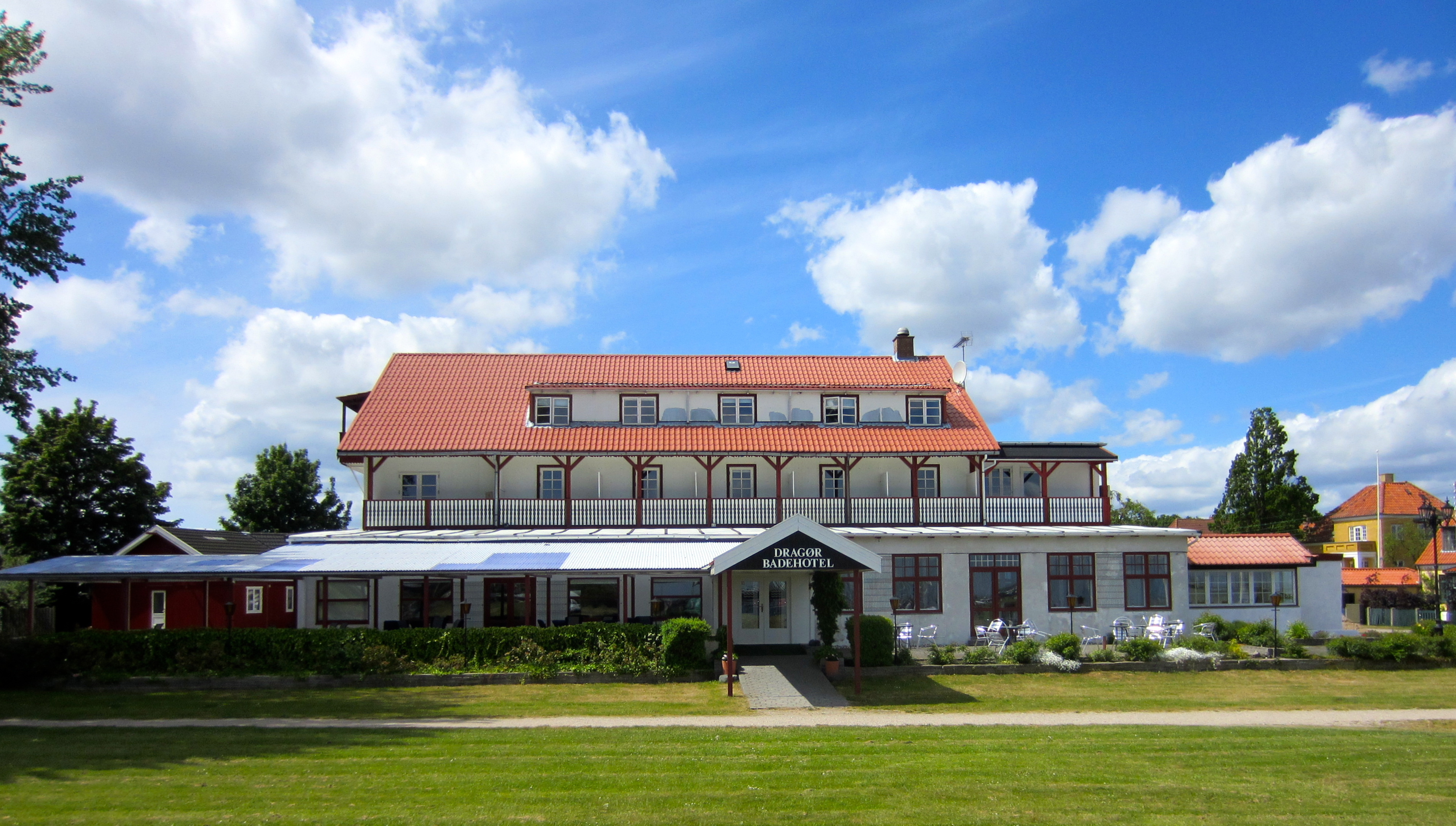
På Dragør Badehotell skrev Söderberg under sommaren och i början av hösten 1909 på tänkeboken Hjärtats oro.

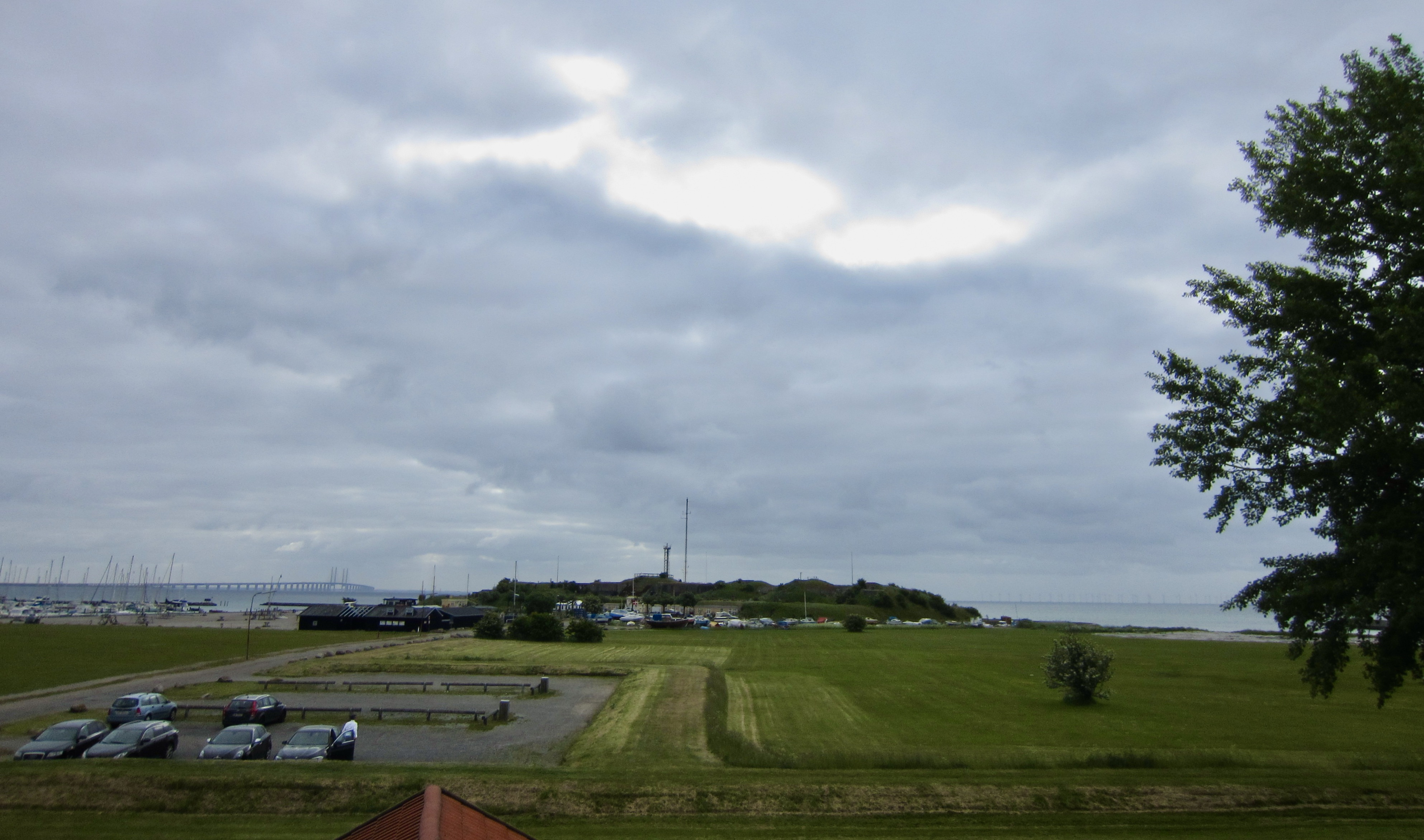
Utsikt från balkongen på Dragør Badehotel mot Dragør Fort, uppfört 1910–15, Öresund och den svenska kusten. På senare tid har Öresundsförbindelsen tillkommit.

Hjärtats oro är en tänkebok, en blandning av essä och dagboksroman med inslag av kristen religionsfilosofi av Hjalmar Söderberg. Den är utgiven på Albert Bonniers Förlag i november 1909.

## Bakgrund
Litteraturvetaren Björn Sundberg har i en avhandling från 1988 – Sanningen, myterna och intressenas spel – genomfört en studie i Hjalmar Söderbergs författarskap från och med Hjärtats oro. Våren 1909 planerade Söderberg egentligen att arbeta på den roman, som tre år senare blev Den allvarsamma leken. Men det arbetet gick just då ovanligt trögt. 
Denna vår fördes en livlig religionsdebatt i pressen – den så kallade Djävulsstriden.
På ett möte i Folkets hus i Stockholm hade omkring 800 personer, däribland präster och frikyrkopastorer, antagit en resolution, som krävde att kristendomen skulle ”avdiaboliseras”. Alla föreställningar och lärosatser om djävulen och helvetet skulle rensas ut ur religionsundervisningen och ur kyrkohandböckerna. Som en direkt följd av detta genomförde Dagens Nyheter en enkät om djävulen, vilken besvarades av en rad välkända präster.
Avskaffandet av djävulen skedde dock inte i Folkets hus, utan det definitiva slutet inträffade vid domkapitlets sammanträde i Stockholm i maj samma år. Journalisten Anton Karlgren skrev om detta i Dagens Nyheter, att "utan alltför öfverdriven pomp och ståt försiggick igår klockan 11.10 förmiddagen djäfvulens jordfästning i konsistoriets lokal i Storkyrkan".
Anton Nyström och andra radikaler förde vid denna tidpunkt en ihärdig kamp mot kristendom och statskyrka i böcker och på agitationsmöten runt om i landet. I december året innan hade domen fallit mot Knut Wicksell för hädelse. Högsta domstolen fastställde på hösten 1909 fängelsestraffet till två månader, vilket väckte förvåning och bitterhet i vida kretsar. Denna händelse fick konsekvenser även för Hjalmar Söderberg; i protest mot Svenska Dagbladets hållning – eller om man så vill, brist på hållning – beslutade han, att inte längre skriva i tidningen. Även på andra håll jäste det i Sverige. Arbetarna hade länge förberett sig och sommaren 1909 bröt storstrejken ut. Romanen blev liggande och Söderberg tog istället del av samhällsdebatten genom att publicera en rad tidningsartiklar. Därefter började han, att livligt skriva på sin tänkebok ”Hjärtats oro”.

## Från Kattesundet i Köpenhamn till Badehotellet i Dragør
Hjalmar Söderberg var själv medveten om vart utvecklingen i hans författarskap tenderade: ”Egentligen skulle jag skriva en roman men jag orkar inte med det. Jag har börjat på en, men den intresserar mig inte… Att skära sig själv i remsor och småbitar och av bitarna lappa ihop figurer: en tjänsteman, en läkare, en murvel, en politiker och så vidare… Jag orkar inte längre med den komedien. Att leka med dockor: inte är det något göra för en man på fyrtio år. Jag orkar inte längre sitta och knåpa med ’komposition’ och sådant. Jag skriver bara helt enkelt ner vad jag tänker.”
Om Söderberg sökte lugn och avskildhet, kunde han knappast ha valt en bättre plats. Badehotellet i Dragør ligger på Amager strax söder om själva staden Köpenhamn. Hotellet var beläget i utkanten av ett litet fiskeläge vid kusten. Här fick Söderberg ro att skriva Hjärtats oro. Under juni och juli gör han vissa noteringar, skriver sedan snabbt sitt manus, och har den 27 augusti kommit så långt, att han kan sända Bonniers förlag en första omgång med text på strax över etthundra sidor.
De första sidorna i "tänkeboken" sätts av typograferna i en rasande fart hos Bonniers i Stockholm inför utgivningen i november 1909. Innan Söderberg anlänt med Amagerbanen till Dragør har han träffat på en gammal bekant från Sverige. Det visar sig vara djävulen, som dyker upp i gatuhörnet av Frederiksberggade och Kattesundet i centrala Köpenhamn. Söderberg blir "både glad och rörd av att se en landsman och gammal bekant", och skyndar fram för att trycka djävulens hand. Efter en stund kommer det omaka paret ut på Rådhuspladsen, där de får höra tornets klockor sjunga sin vemodigt hemtrevliga melodi, medan samtalet handlar om hur djävulen blivit "utvoterad från Folkets hus i Stockholm".

## En tänkebok istället för roman
Hjalmar Söderberg skriver i Hjärtats oro personligt om filosofi, religion och politik, men också om ensamhet och livströtthet. Stort utrymme ges åt religionskritik, som han kom att bli mer och mer upptagen av. Diskussionen om kvinnlig rösträtt var Söderberg tveksam till. Söderberg citerade i frågan Henrik Schück, som menade, ”att angelägnare än att ge kvinnan rösträtt var, att frånta mannen densamma”.
Det blev en ganska märklig bok – en stundom kåserande, stundom djupt filosoferande betraktelse över företeelser i tiden och historien. I en uppgörelse med pragmatismen och dess filiosofiska system riktar sig Söderberg främst mot filosofen Vitalis Norström. Genom så enkla tillägg som den berömda kikaren och de lika berömda gässen (se bild), placerar sig tänkeboken dessutom som en halvt dokumentär skildring av ett sommarlångt författarliv vid den danska Öresundskusten. Som tidsfördriv lånar Söderberg kikaren, som står till gästernas förfogande på hotellets veranda. Den använder han för att se ömsom på den svenska kusten och fyrarna i sundet, ömsom på Saltholm och inte minst på de badande kvinnorna vid stranden.

## Se även

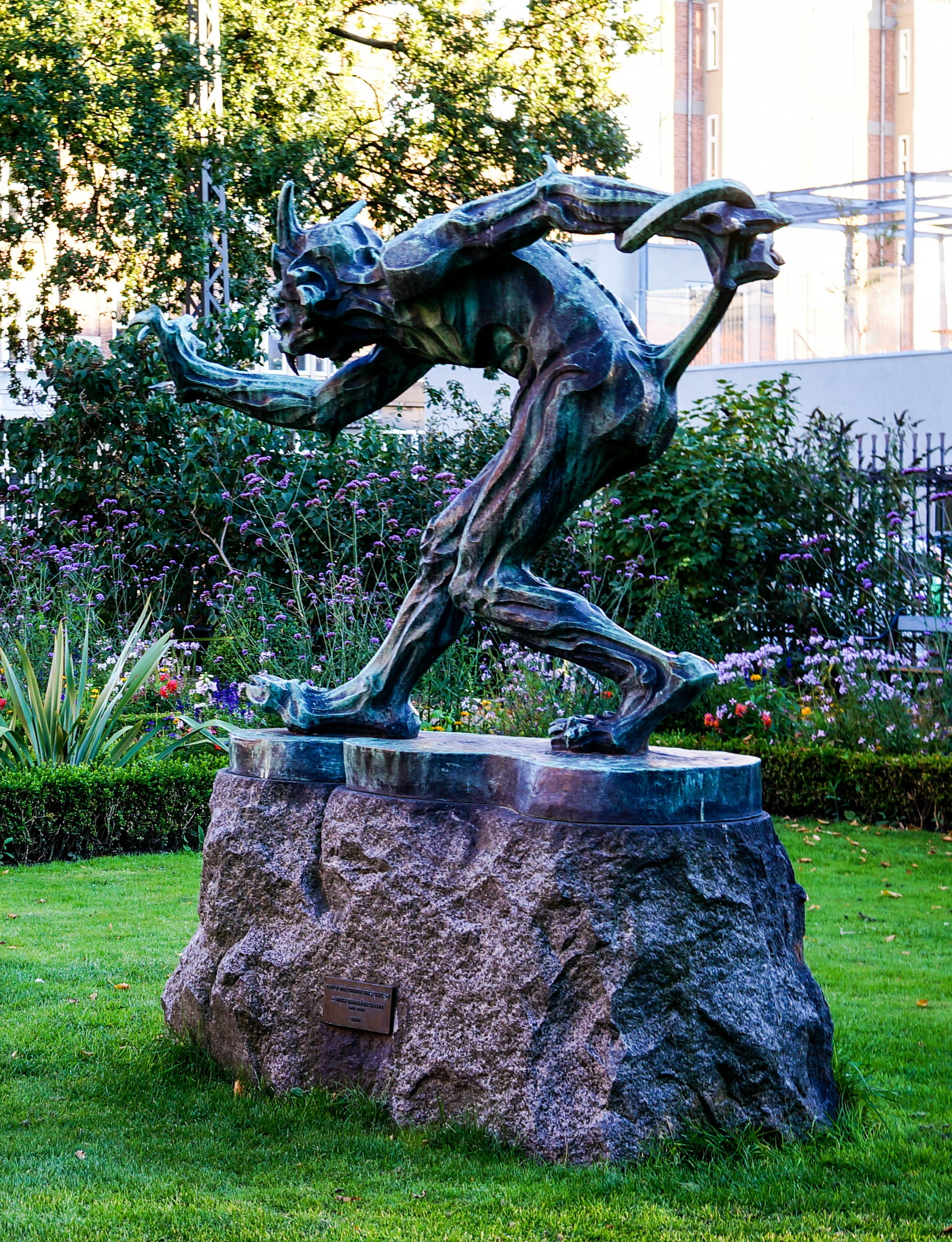
Trold som veirer kristenblod. Skulpturen med ett troll är utförd 1896 av Niels Hansen Jacobsen. Numera står en kopia sedan 2002 framför Jesuskirken medan originalet återfinns utanför Glyptoteket i Köpenhamn.